# Elaphe situla
Elaphe situla este o specie de șerpi din genul Elaphe, familia Colubridae, descrisă de Linnaeus 1758. A fost clasificată de IUCN ca specie cu risc scăzut. Conform Catalogue of Life specia Elaphe situla nu are subspecii cunoscute.